# Anomala vittata
Anomala vittata är en skalbaggsart som beskrevs av Friedrich-August von Gebler 1841. Anomala vittata ingår i släktet Anomala och familjen Rutelidae.

## Underarter
Arten delas in i följande underarter:
- A. v. calliura
- A. v. metonidia